# JFormDesigner
JFormDesigner ist ein GUI-Builder für plattformübergreifende Rich- oder Smart-Client-Applikationen in Java. JFormDesigner besitzt einen WYSIWYG-Editor für Swing-basierte Java GUIs, an den über Java Beans Binding das Model anhängen kann. JFormDesigner unterstützt aber auch die Entwicklung von GUI nahem Code wie Event-Handler, RessourceBundles oder Nested Classes.
Im Gegensatz zu den meisten anderen GUI-Buildern läuft JFormDesigner sowohl als eigenständige Applikation als auch als Plug-in für Eclipse, IntelliJ IDEA und JBuilder. Die Unterstützung für NetBeans und JDeveloper sowie neben Swing auch SWT/JFace GUIs ist für zukünftige Releases geplant.

## Geschichte
Die Entwicklung des JFormDesigners begann im August 2003 durch Karl Tauber. Die erste Beta-Version des JFormDesigners wurde im Juni 2004 fertiggestellt, im Dezember 2004 die finale 1.0 Version, im Oktober 2005 die Version 2.0.
Im September 2006 wurde von Karl Tauber die FormDev Software GmbH in Brunnthal bei München gegründet. Im November desselben Jahres wurde die Version 3.0 des JFormDesigner fertiggestellt, im Juli 2008 die Version 4.0, im Mai 2011 die Version 5.0, im April 2012 die Version 5.1 und im September 2012 die Version 5.2
Für die kommenden Versionen plant FormDev folgende Erweiterungen für JFormDesigner:
- Plug-ins für JDeveloper (Version 5.2)
- Unterstützung für MiGLayout (geplant für Q3/2012)
- 2-Weg Codegenerierung (geplant für JFormDesigner 6.0)
- Codegenerierung für SWT/JFace
- Unterstützung von JavaFX 2 (geplant für Q4/2012)

## Alternativen
Es gibt eine Reihe von alternativen GUI-Buildern für Java Swing- bzw. SWT-Applikationen. Beispielsweise besitzt die IDE NetBeans bereits von Haus aus einen GUI-Builder für Swing. Das Plugin Eclipse WindowBuilder ermöglicht es in Eclipse und auf Eclipse aufbauenden IDEs GUIs für Swing, SWT oder GWT zu entwickeln.